# Sabine Zimmermann
Sabine Zimmermann (Pasewalk, 30 de diciembre de 1960) es una política alemana, miembro de la Alianza Sahra Wagenknecht. Fue miembro del Bundestag por el estado federado de Sajonia entre 2005 y 2021, por La Izquierda. Desde 2024 volvió a ser miembro del parlamento estatal de Sajonia luego de ocupar este mismo cargo veinte años antes.

## Carrera política
Zimmermann se convirtió en miembro del Bundestag después de las elecciones federales alemanas de 2005.  Fue miembro de la Comisión de Turismo, del Comité Principal y de la Comisión de Familia, Tercera Edad, Mujeres y Juventud.
A finales de enero de 2024 fue elegida coordinadora estatal de la Alianza Sahra Wagenknecht en Mecklemburgo-Pomerania Occidental, pero abandono el cargo a comienzos de agosto de 2024 para convertirse en la colíder junto a Jörg Scheibe y coordinadora de la Alianza Sahra Wagenknecht en Sajonia su elección estuvo ligada a ser la candidata en Sajonia por la Alianza Sahra Wagenknecht en las elecciones estatales de Sajonia de 2024 y logrando un 11.8% y 15 escaños.
Luego de las elecciones fue elegida presidenta del Grupo Parlamentario Alianza Sahra Wagenknecht - Por la Razón y la Justicia en el Parlamento estatal de Sajonia siendo una de las dos primeras presidentas de este grupo parlamentario en un parlamento estatal.
Luego de negociaciones con la CDU y el SPD para la formación de un gobierno tripartito, Zimmermann anunció que las conversaciones se rompían, ya que exmiembros de la CDU criticaban fuertemente al Ministro-presidente, Michael Kretschmer, por negociar con la Alianza.